# Туганбаев, Аскар Аскарович

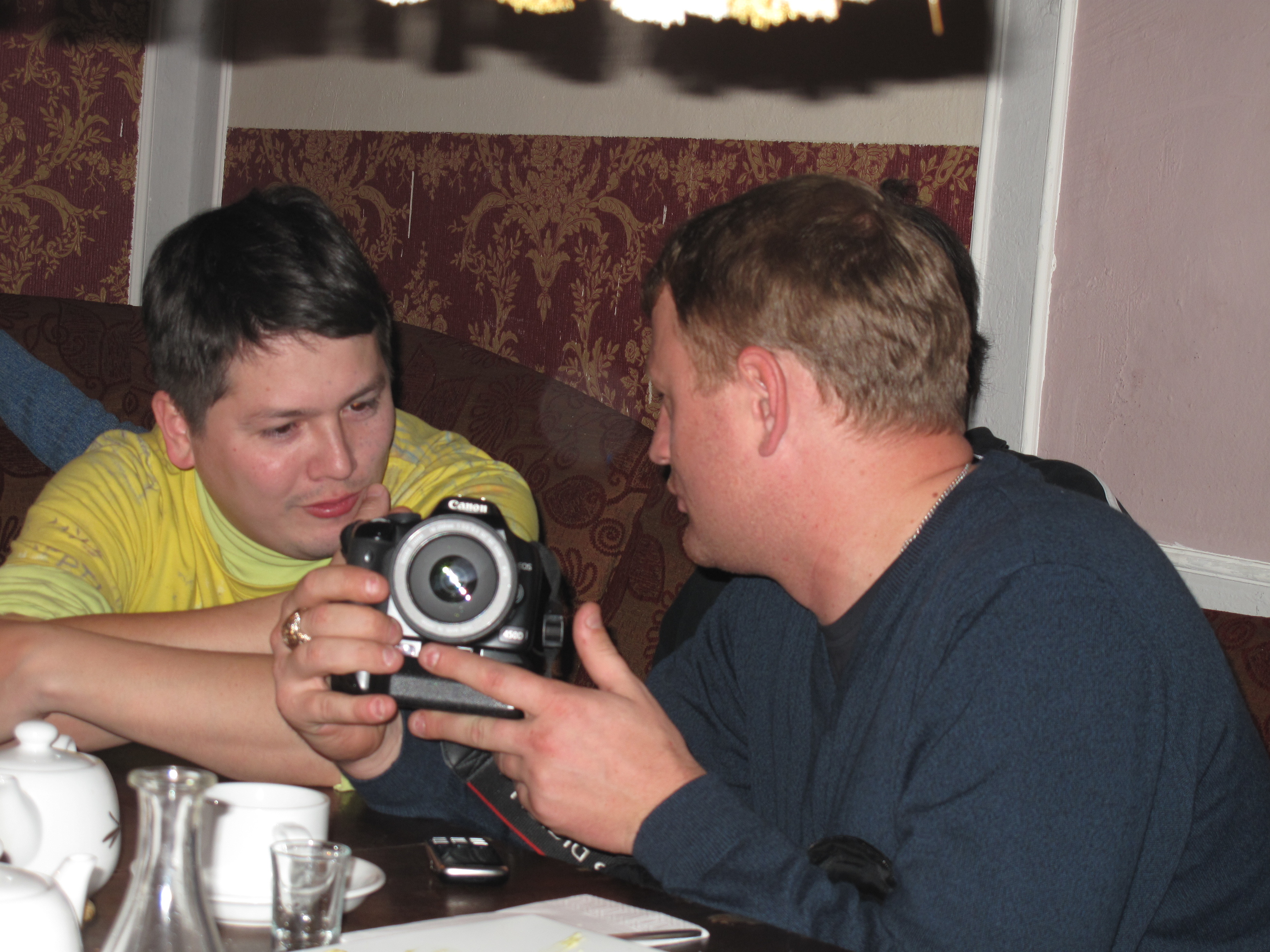
Туганбаев (слева) и Алексей Дымовский, 2009 год

Аскар Туганбаев (род. 1 июня 1977, Москва)  — российский медиа-эксперт, интернет-продюсер, популярный блогер. В прошлом предприниматель, бизнес-ангел, телеведущий, журналист.
Один из авторов проектов Rutube.ru и  VideoMore.ru

## Биография
Родился 1 июня 1977 года в Москве
- Жена — Наталья Земская (флорист, ландшафтный дизайнер и телеведущая), трое сыновей.
- Отец — Аскар Аканович Туганбаев, профессор Кафедры высшей математики Московского Энергетического Института (Технический Университет) [9]
- Мать — Шахова Наталья Гелиевна, кандидат физико-математических наук, руководитель агентства переводов Enrus.ru

### Образование
Закончил 57-ю школу в 1993 году.
Учился на мехмате МГУ (1993—1994). Играл в студенческом театре МГУ.
Учился в МИРЭА (1994—1997).

### Профессиональная деятельность
Работал в компьютерных компаниях Steepler (Dendy), Lamport, CHS Russia.
Заместитель главного редактора еженедельника «Компьютерра» (1998—1999).
Создатель и совладелец компьютерного бизнеса (2000—2004). Несколько компьютерных магазинов, интернет-кафе и компаний интернет-разработчиков.
Ведущий программы «Времечко» (2003), вел программу с Яной Поплавской, Дмитрием Быковым и др. Руководитель интернет-проектов АТВ
Автор, ведущий и продюсер программ на молодёжном телеканале О2ТВ (2005—2006).
Автор и ведущий программ, соавтор концепции и сопродюсер телеканала Gameland TV (2006—2007). Один из создателей канала.
Первый продюсер видеохостинга Rutube.ru (2007—2008). Соорганизатор сделки по продаже проекта холдингу Газпром-Медиа.
Заместитель директора телеканала «Вести» (Россия 24), руководитель интернет-проектов ВГТРК (2008—2009).
Автор и ведущий программ на радиостанции «Вести-FM» (2009—2010).
Член Совета Директоров, независимый директор АО «Казконтент» (Казахстан). Соавтор государственных интернет-проектов kaztube.kz, bnews.kz, ilike.kz (2008—2010). Консультировал премьер-министра Республики Казахстан по вопросам ведения блога.
Директор Департамента по стратегическому развитию New Media «СТС Медиа» (2010—2012)
В 2014 году — Генеральный директор Ассоциации «Интернет-видео».
В 2015 году — директор по развитию компании Крибрум.
В 2016—2017 гг. — руководитель направления Департамента венчурных продуктов, Блок стратегии и медиа ПАО «Ростелеком».
Изобретатель и разработчик объектно-ориентированного телевидения.
Создатель государственной детской социальной сети Bibigosha.ru (ВГТРК, Microsoft, TVX)
Продюсер и совладелец компании TVX (производство интернет-проектов).
Создатель и администратор портала Толкиен.ру В 2002 году во время переписи населения организовал акцию «Я средиземец», во время которой призвал участников ролевого движения в графе национальность в знак протеста против сбора подобной информации указать «средиземец».

## Награды
- Рейтинг молодых медиа-менеджеров России: АА[31]
- Великолепная двадцатка Рунета 2009: 10 место[32]
- Великолепная двадцатка Рунета 2008: 6 место[33]
- РОТОР 2008: Продюсер года, 3 место[34]
- POTOP++ 2007: Человек года, 1 место[35]
- POTOP++ 2007: Продюсер года, 2 место[36]
- Серебряная медаль «Национальное достояние» фонда «Меценаты столетия»
- Рекордсмен книги российских рекордов «Левша»